# 小松由美
小松 由美（こまつ ゆみ）は、日本の教育学者。専門は、異文化コミュニケーション。
東京外国語大学国際日本学研究院准教授。

## 研究業績
- 『優れた留学生の戦略的獲得のための情報発信について　―国費学部留学生を呼び込む大学ホームページの検討―』 東京外国語大学留学生日本語教育センター論集第41号、2015年3月発行
- 『ホロコースト生存者のトラウマの開示の包括的理解の試み』 東京外国語大学留学生日本語教育センター論集第40号、2014年３月発行
- 『第三国定住での難民受入と定住支援としての研修についての一考察』　 東京外国語大学留学生日本語教育センター論集第39号、2013年3月発行
- 『国費学部留学生の特性に適した健康に関する支援のアプローチ―21世紀の予備教育課程における健康心理学からの留学生支援を考える―』　東京外国語大学留学生日本語教育センター論集第35号、2009年2月発行
- 『渡日前の国費留学生に必要な情報とは』　東京外国語大学留学生日本語教育センター論集第33号、2007年3月発行
- 『警察の被害者支援情報提供についての―考察：留学生が支援を求めるにあたって』　異文化コミュニケーション学会紀要『異文化コミュニケーション』第9号、2006年5月発行

| スタブアイコン | サブスタブ | この項目は、まだ閲覧者の調べものの参照としては役立たない、人物に関連した書きかけの項目です。この項目を加筆・訂正などしてくださる協力者を求めています（P:人物伝/PJ:人物伝）。 |